# Teoria dels tres estrats
La teoria dels tres estrats és un model conceptual per explicar i mesurar la intel·ligència humana desenvolupat per John Carroll a partir de l'anàlisi factorial. Segons aquest model, la intel·ligència es compon de tres estrats genèrics: un primer nivell, que equivaldria al factor G o intel·ligència general, un segon estrat que inclou les habilitats mentals individuals i un tercer estrat que inclou les microhabilitats o destreses que poden ser mesurades amb tests psicomètrics, i que poden anar variant. Això permet classificar el potencial individual de manera molt precisa, i reconèixer la diversitat d'intel·ligències al mateix temps que s'intenta quantificar de manera objectiva els punts de millora. Va ser l'origen de l'anomenada teoria CHC, una de les més usades en tests d'intel·ligència contemporanis.
El model intenta destriar les diferències individuals, de manera que es pugui explicar en què destaca cada individu i com les habilitats mentals es relacionen entre elles (ja que normalment una persona destaca en un grup d'habilitats o intel·ligències que es potencien entre si). Com que la suma general o primer estrat inclou les aportacions dels diferents estrats inferiors, té en compte molts més factors que la intel·ligència tradicional mesurada amb el quocient intel·lectual. En aquest sentit s'ha relacionat amb la teoria de les intel·ligències múltiples, si bé aquest model parteix d'unes dades empíriques diferents a l'aproximació generalista de Gardner.

## Tipus d'intel·ligència
Les habilitats del segon nivell o dominis de la intel·ligència inclosos en el model són els següents:
- Intel·ligència fluida: És la capacitat de resoldre problemes nous
- Intel·ligència cristal·litzada: Inclou l'ús del coneixement emmagatzemat per resoldre problemes
- Percepció visual: Mesura la capacitat per discriminar detalls, fixar l'atenció visual, descobrir patrons o aprendre a partir d'estímuls gràfics o escrits
- Percepció auditiva: Inclou la facilitat per desxifrar missatges orals, la intel·ligència musical i la discriminació auditiva
- Memòria: Pot mesurar els diferents tipus de memòria (segons el canal per on arriba la informació), la capacitat d'emmagatzemar i recuperar dades i la rapidesa en dur a terme aquestes operacions
- Capacitat d'aprenentatge: Mesura la facilitat del subjecte per adquirir nous coneixements i relacionar-los amb els anteriors
- Velocitat mental: Suposa la rapidesa en l'aprenentatge, en respondre a preguntes o processar informació abstracta
- Velocitat de processament: Inclou la capacitat i velocitat per prendre decisions segons les dades de l'entorn i l'experiència prèvia, relacionat amb l'habilitat per adaptar-se al medi de forma reeixida

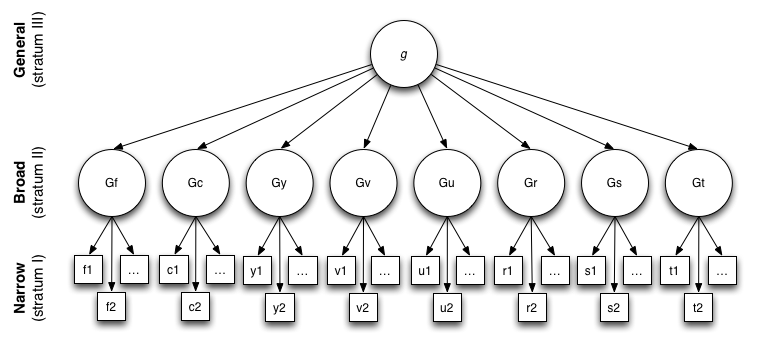
Representació tradicional de la teoria dels tres estrats